# Kampung Melayu Timur
Kampung Melayu Timur is een bestuurslaag in het regentschap Tangerang van de provincie Banten, Indonesië. Kampung Melayu Timur telt 18.795 inwoners (volkstelling 2010).